# Hamid Shiri
Hamid Shiri Sisan (* 21. März 1982 in Maschhad) ist ein iranischer Radrennfahrer.

## Karriere
2008 erhielt Shiri einen Vertrag bei einem internationalen Radsportteam, dem iranischen Tabriz Petrochemical Team, das eine Lizenz als Continental Team besitzt. Bei der Azerbaïjan Tour sicherte er sich auf dem siebten Teilstück nach Täbris seinen ersten Sieg bei einem internationalen Rennen. 2012 gewann er eine Etappe Tour de Singkarak.

## Erfolge
2008
- eine Etappe Azerbaïjan Tour

2012
- eine Etappe Tour de Singkarak

## Teams
- 2008 Tabriz Petrochemical Team
- 2009 Azad University Iran
- 2011 Suren Cycling Team
- 2012 Uzbekistan Suren Team
- 2014 Tabriz Petrochemical Team (ab 1. März)